# Battaglia di Monte Berico
La battaglia di Monte Berico o seconda battaglia di Vicenza venne combattuta nell'ambito della prima guerra di indipendenza italiana.
Il 10 giugno 1848 gli austriaci del maresciallo Josef Radetzky attaccarono Vicenza difesa da volontari e dai soldati dell'ex esercito pontificio comandati da Giovanni Durando. La battaglia si concentrò nei pressi della città e sulle pendici dei Colli Berici. Si concluse con la conquista di Vicenza da parte degli austriaci.

## Antefatti
Scoppiata nel marzo 1848 la prima guerra di indipendenza a seguito delle sommosse di Milano (Cinque giornate) e Venezia, all'avanzata dell'esercito piemontese di Carlo Alberto il maresciallo austriaco Radetzky si trincerò nelle fortezze del Quadrilatero. Egli dispose la mobilitazione di un corpo d'armata di rinforzo in Austria che il 17 aprile 1848 passò l'Isonzo.
Intorno al 17 maggio, adducendo il riacutizzarsi di una vecchia ferita, il generale austriaco Nugent lasciò il comando al generale Georg von Thurn und Valsassina. Il 22 maggio Radetzky, cambiando idea sulla necessità di congiungere le forze, comandò a Thurn di attaccare Vicenza. Thurn, approfittando dello spostamento delle truppe di Durando da Piazzola, compì la sua prima missione attraversando il fiume Brenta e il 23 maggio attaccò Vicenza, venendo respinto.
Difendevano la città 5 000 uomini, soprattutto pontifici. Queste forze però si andavano ingrossando poiché man mano vi giungevano vari reparti veneti, forze di Durando e il battaglione del generale Giacomo Antonini, un affiliato alla Giovine Italia che aveva riunito in Francia un reparto cosmopolita di volontari.
La battaglia si sviluppò tra la notte del 23 e la mattina del 24 e vide gli austriaci attaccare la città da occidente ostacolati da allagamenti causati dai difensori che resistevano e contrattaccavano tenacemente. Anche una colonna austriaca inviata sui monti Berici non ebbe migliore fortuna e Thurn alle nove del mattino ordinò la ritirata su Verona. Infine, le forze di Thurn si unirono a quelle di Radetzky il 25 maggio 1848.
Riunite le forze, Radetzky fu ancora sconfitto a Goito il 30 maggio. Nonostante ciò, lungi dal ritirarsi a Verona, il 5 giugno 1848 mosse da Mantova su Vicenza, nucleo della resistenza italiana alle spalle del Quadrilatero. Le forze che raccolse per l'azione furono il 1º, il 2º corpo e due brigate del 3º corpo. Egli avanzò da sud, intendendo occupare la zona dei Colli Berici che dominano la città da meridione.

## Svolgimento

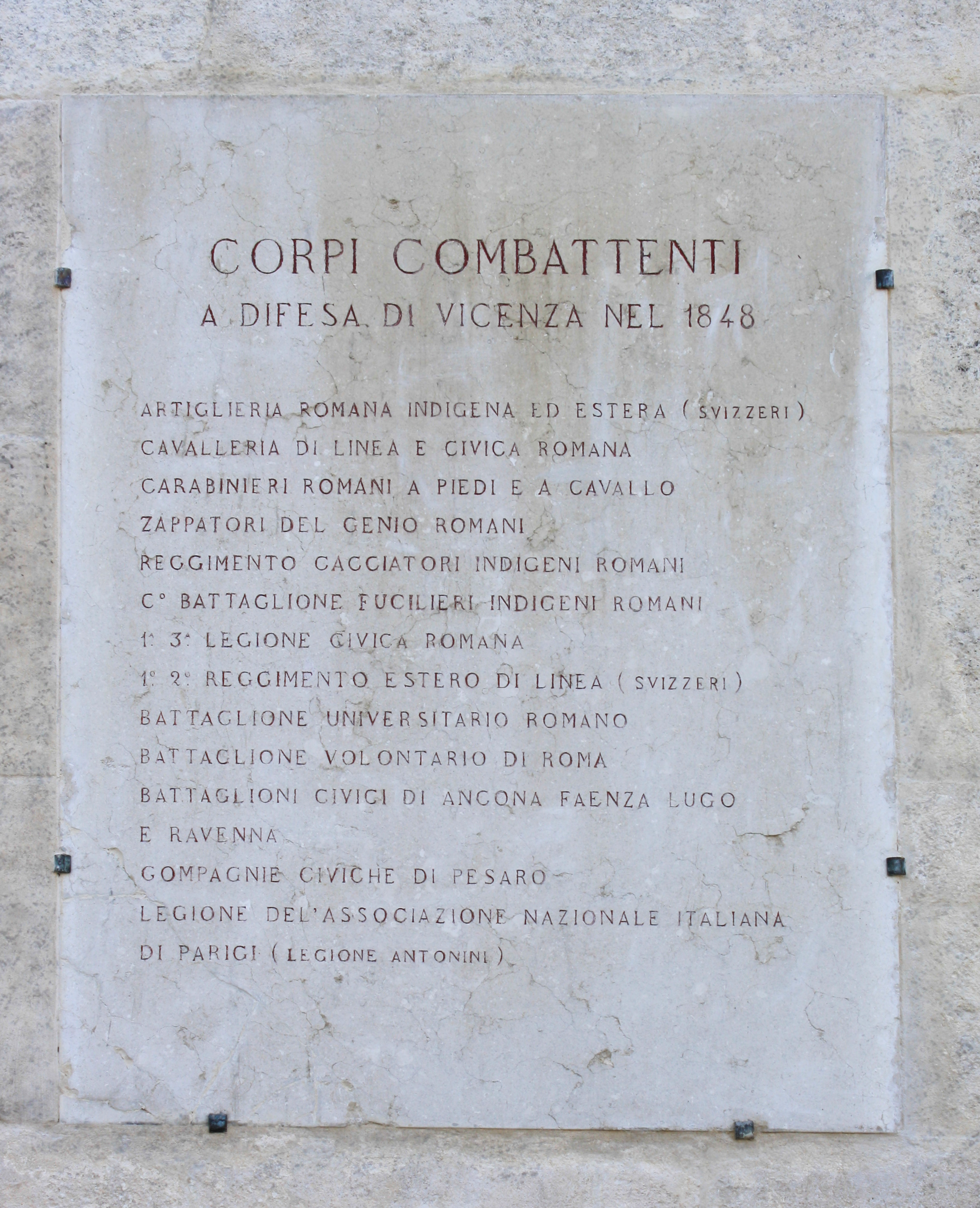
Lapide commemorativa dei corpi combattenti a Vicenza nel 1848, Monte Berico, Vicenza.

Vicenza era difesa dagli ex pontifici del generale Giovanni Durando (Pio IX si era ufficialmente ritirato dalle ostilità) e dai volontari. 2 500 uomini di queste forze, al comando dei colonnelli Enrico Cialdini e Massimo d'Azeglio, ebbero il compito di difendere i Colli Berici, benché tutta la zona collinare (che comprendeva la villa "La Rotonda") fosse difesa in totale da 4 000 uomini su 11 000 di cui disponeva Durando.
L'esercito austriaco con 30 000 uomini e 124 cannoni avanzò a semicerchio su Vicenza da sud fino a est. Il 1º corpo d'armata su di un fronte ampio dai Colli Berici fino e oltre il Bacchiglione; il 2º corpo sulle strade da Padova e Treviso. I comandanti dell'esercito italiano non si mossero, fiduciosi che la città avrebbe potuto resistere diversi giorni.
Radetzky spinse all'attacco il 1º corpo con l'intenzione di occupare la zona collinare a sud della città: all'alba del 10 giugno le avanguardie austriache si scontrarono con gli avamposti italiani. Da est il 2º corpo austriaco incontrò una valida resistenza, ma il punto cruciale della battaglia era a sud della città, presso La Rotonda sulla cui dorsale il 1º corpo austriaco riuscì a scalzare i volontari romani che ripiegarono su Villa Valmarana. Gli austriaci si impadronirono anche del ponte della ferrovia sul Bacchiglione e avanzarono su Porta Monte. Verso le 14 i difensori sferrarono un contrattacco, che fallì, nel quale fu gravemente ferito Cialdini. Così, intorno alle 17, la difesa esterna si ritirò presso il santuario, ma già le brigate dei generali Eduard Clam-Gallas e Ludwig von Wohlgemuth cominciavano ad arrivare alle spalle degli italiani, mentre cadeva ferito Massimo d'Azeglio.
A questo punto Durando decise di mettere in campo le riserve che riuscirono però solo a consentire la ritirata dei difensori in città. Egli ritenne la battaglia perduta e un suo proclama alle 19 dichiarò necessaria la resa, nonostante molti cittadini fossero contrari. All'una di notte gli austriaci cessarono il bombardamento e, iniziate le trattative, concessero all'ex esercito pontificio di ritirarsi a sud del Po, con l'accordo di non combattere più per tre mesi. Il giorno dopo, 11 giugno, circa 9 000 soldati italiani lasciavano Vicenza. Essi avevano subito 293 morti e 1 665 feriti. Gli austriaci avevano avuto 141 morti, 541 feriti e 140 dispersi.

## Conseguenze
La conquista di Vicenza eliminò dal Veneto le truppe del generale Durando e portò alla successiva caduta di Padova e Treviso (13 giugno) e poi di Palmanova (24 giugno)..
Fu una grave perdita in termini di uomini e di prestigio per la causa italiana.